# GNUWin II
GNUWin II es un conjunto de programas de software libre para Microsoft Windows creados por el grupo de usuarios de Linux de la École Polytechnique Fédérale de Lausanne (EPFL). Su intención es propiciar una transición fácil desde los programas y sistemas operativos propietarios hacia los libres, acostumbrando al usuario a aplicaciones que son ubicuas en el nuevo entorno; así, sólo algunos detalles sobre el entorno mismo tienen que ser aprendidos para finalizar la migración.

## Historia

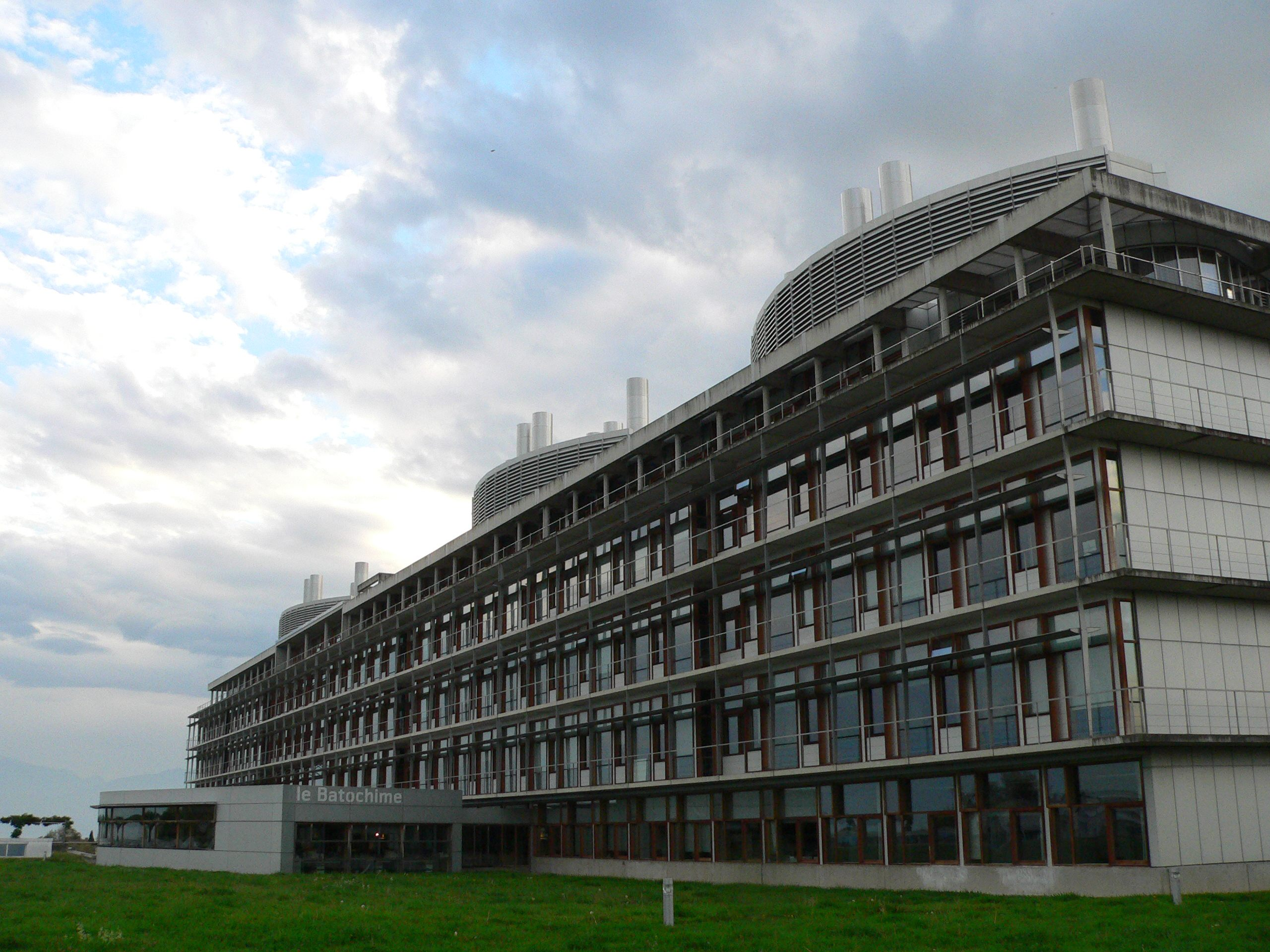
EPFL.

### GNUWin 1
El proyecto GNUWin comenzó en la primavera de 2001 en la EPFL (Lausana) para distribuir paquetes de LaTeX bajo Windows. Además, se incluían extensiones con documentación de LaTeX, opciones de personalización en forma de páginas HTML, y otros paquetes de software como gnuplot y StarOffice (que no era exactamente Software Libre, y se tuvo que obtener una licencia especial de Sun Microsystems especial para la ocasión). GNUWin sólo estaba disponible en francés, y fue principalmente distruibuida en la EPFL.

### GNUWin II
Debido al éxito de GNUWin 1, se decidió realizar una segunda edición al año siguiente. La característica principal era que el CD era multilingüe: los 3 idiomas oficiales de Suiza (alemán, francés e italiano) estaban incluidos, además del inglés. El software fue actualizado (por ejemplo, StarOffice fue sustituido por OpenOffice.org); y un script de servidor para facilitar la adición. La propia universidad EPFL patrocinó la copia de 1000 CD.

## Programas incluidos

### Seguridad
- Eraser
- GNU Privacy Guard
- WinPT
- Nmap

### Entorno de escritorio
- LiteStep

### Desarrollo
- MinGW32
- XEmacs
- Blender
- SiePerl
- PLT-Scheme

### Educación
- Solfege
- Tux Paint
- TuxType

### Ingeniería
- Dia
- LeoCAD
- gEDA
- Qcad

### Juegos
- Crack Attack!
- Freeciv
- Frozen Bubble
- GNU Chess
- LBreakout2

#### Juegos en 3D
- Celestia
- GLTron
- Tux Racer
- BZFlag
- FlightGear

### Gráficos
- GIMP
- Sodipodi
- Blender
- POV-Ray
- Dia

### Internet y redes
- Mozilla Firefox
- Gaim
- Mozilla
- PuTTY
- FileZilla

### Multimedia
- VLC media player
- MPlayer
- OpenDivX
- WinLame
- Zinf Audio Player

### Oficina
- OpenOffice.org
- XEmacs
- AbiWord
- Ghostscript
- LaTeX

### Sistemas operativos
- Cooperative Linux
- DOSBox
- FreeDOS
- Gestor de Arranque Gráfico

### Ciencias y matemáticas
- Maxima
- Octave
- Celestia
- R
- Scilab

### Servidores y bases de datos
- Database Design Tool
- Apache HTTP Server
- MySQL
- PHP
- Unison

### Utilidades
- 7-Zip
- antiword
- gzip
- UnxUtils
- wmfishtime
- GNU GRUB

### Otros
- DRKSpider
- WinPenguins
- cygwin